# Ньюби, Джон
Джо́натан Фи́лип Ро́берт Нью́би (англ. Jonathan Philip Robert Newby; родился 28 ноября 1978 года в Уоррингтоне) — английский футбольный нападающий, позже тренер. Известен своим неуживчимым характером и частым получением травм, из-за которых он стал одним из тех английских игроков, которые в новейшее время сменили наибольшее количество команд, сменив за карьеру пятнадцать клубов.

## Карьера игрока
Ньюби является воспитанником «Ливерпуля», но за клуб он провёл лишь 4 матча, четырежды за два последних года по своему контракту с «красными» побывав в аренде. Последним из клубов стал «Бери», с которым Ньюби в 2001 году подписал постоянное соглашение. В 2003 году покинул «Бери», перейдя в «Хаддерсфилд Таун», но надолго там не задержался, сначала уйдя в аренду в «Йорк Сити», а затем, в 2004 году, снова вернувшись в «Бери». В 2005 году на правах аренды перешёл в «Киддерминстер», а в мае 2006 года был освобождён от обязательств перед «Бери» после того, как не смог пробиться обратно в стартовый состав.
Затем недолго был игроком «Рексема», но в декабре 2006 года покинул и эту команду. В следующем месяце Ньюби был подписан «Саутпортом», однако расстался с ним в мае того же 2007 года. В августе 2007 года заключил контракт с «Моркамом», за который весной 2008 года отметился первым хет-триком в карьере. Закончил сезон лучшим бомбардиром клуба, но тренер команды Сэмми Макилрой, к негодованию болельщиков команды, расторг с Ньюби соглашение.
В июле 2008 года Ньюби перешёл в «Гринок Мортон», и в тот же день в товарищеском матче отметился дублем, а 1 сентября, в последний день трансферного окна на правах аренды перебрался в «Бертон Альбион».

## Достижения
- Обладатель Юношеского Кубка Англии (1996)